# 陣馬街道

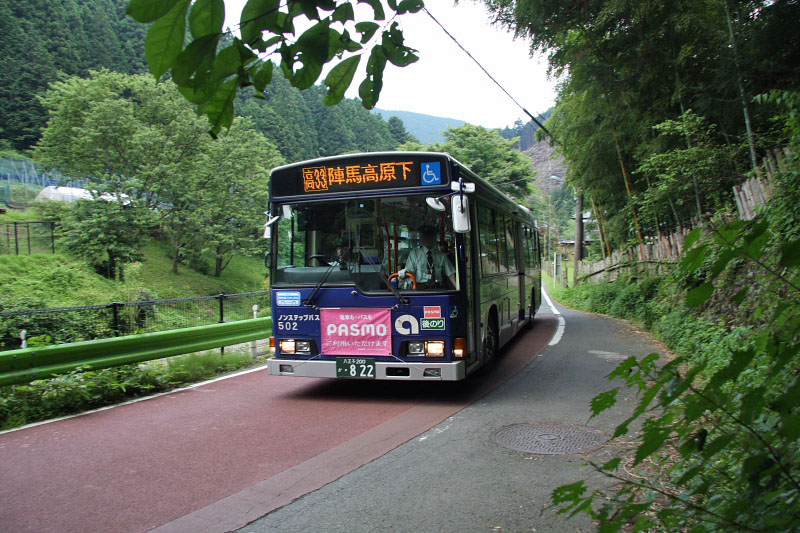
下案下付近 2008年7月撮影。

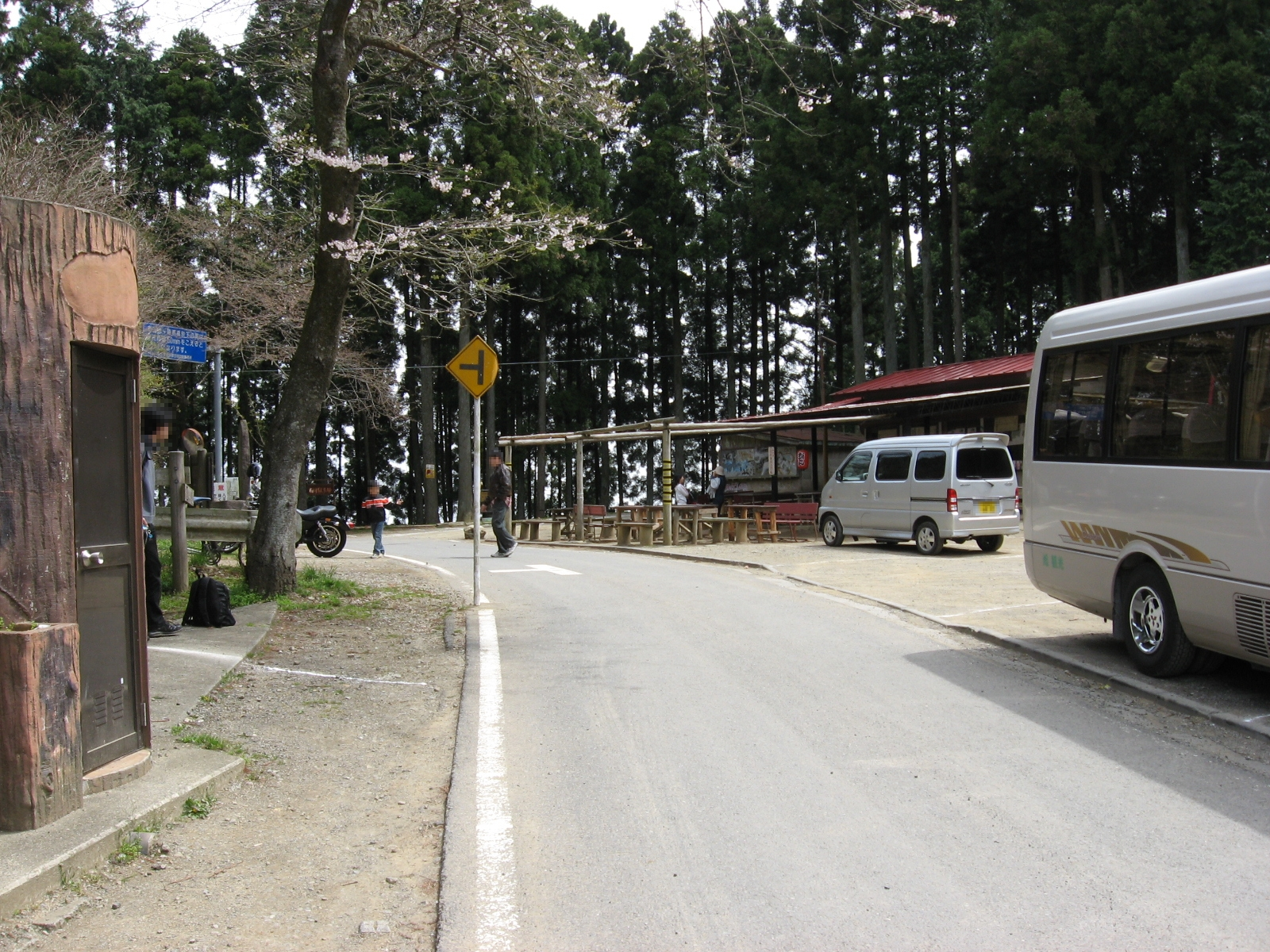
和田峠（藤野方から）

陣馬街道（じんばかいどう）は、八王子市の追分交差点で国道20号（甲州街道）から西へ分かれ、和田峠を経て神奈川県相模原市緑区に至る街道。神奈川県道・山梨県道521号佐野川上野原線・東京都道521号上野原八王子線の一部。

## 概要
かつて武州案下（現・八王子市内）にちなみ案下道（あんげみち）とも呼ばれ、甲州街道の裏街道であったことから甲州裏街道または甲州脇街道とも呼ばれた。
和田峠付近は、自動車の通行は可能であるが、道幅が狭く待避所が無いなどすれ違い出来ない部分が多くある。勾配は12〜13%あり、ヘアピンカーブが続くところもある。雨量によっては峠の頂上で通行止になる場合もあり、麓の電光掲示板によって通行止を知らせる場合がある。
現在は西東京バスが高尾駅から陣馬山登山口となる終点・陣馬高原下停留所まで運行しており、和田峠経由で登山するハイカーなどが利用している。道中には浄福寺城跡・中村雨紅生誕の地（「夕やけ小やけふれあいの里」）・陣馬山（陣馬高原）などがある。